# Институт социально-политических исследований РАН
Институ́т социа́льно-полити́ческих иссле́дований Федера́льного научно-иссле́довательского социологи́ческого це́нтра Росси́йской акаде́мии наук (ИСПИ ФНИСЦ РАН) — ведущий академический научно-исследовательский центр в России, осуществляющий фундаментальные и прикладные исследования в области социальных и социально-политических процессов.

## Основная информация
Согласно указу Министерства высшего образования и науки Российской Федерации от 5 декабря 2019 г., Институт вошёл в состав Федерального научно-исследовательского социологического центра Российской академии наук (ФНИСЦ РАН).
21 октября 2020 г. приказом директора ФНИСЦ РАН, академика РАН М. К. Горшкова директором ИСПИ ФНИСЦ РАН был назначен доктор социологических наук В. К. Левашов.
Основными направлениями в работе ИСПИ ФНИСЦ РАН являются: анализ и прогноз социальных, социально-политических и социально-демографических процессов и их последствий в России и странах Евразийского пространства; социальная динамика, структура и стратификация российского общества; история социологии; социология религиозных и межкультурных отношений; социальная демография; социология права; социология молодежи; социология конфликтов и рискология. Институт активно работает в области социальной экспертизы нормативных законодательных актов, национальных программ и проектов, разработке рекомендаций для органов государственной власти в области управления социальными, демографическими и миграционными процессами. Учёные Института неоднократно выполняли научно-исследовательские работы для российских министерств и ведомств, активно участвуют в экспертных комитетах и группах по разработке государственных программ и проектов.
Также ИСПИ ФНИСЦ РАН поддерживает тесные научные связи с ведущими университетами России — МГУ им. М. В. Ломоносова, Санкт-Петербургским государственным университетом, МГИМО (У) МИД России, РУДН, РГГУ, РГСУ, Томским национальным исследовательским университетом, Белгородским национальным исследовательским университетом, Северо-Кавказским федеральный университетом, Дальневосточным федеральным университетом и другими — и научно-исследовательскими учреждениями структуры РАН: Институтом демографических исследований (ИДИ) ФНИСЦ РАН, Институтом социологии ФНИСЦ РАН, Институтом социально-экономических проблем народонаселения (ИСЭПН) ФНИСЦ РАН, Институтом психологии РАН, Институтом географии РАН, Институтом востоковедения РАН, Институтом философии РАН, Институтом экономики РАН, Институтом проблем рынка РАН и другими.
ИСПИ ФНИСЦ РАН издаёт ежегодный научный доклад с анализом социально-политической и демографической ситуации, ежеквартальный научный журнал «Наука. Культура. Общество» и серию сборников «Социология. Экономика. Демография», «Проект „Социально-политическое измерение реализации процессов евразийской интеграции“», научные монографии и учебную литературу по социологии, политологии и демографии. При Институте действует аспирантура и докторантура. Сформирован банк социологических, демографических и экономических данных.